# Mtwara (regija)
Mtwara je jedna od 30 regija u Tanzaniji. Središte regije je u gradu Mtwaraju.

## Zemljopis
Regija Mtwara nalazi se u jugozapadnom dijelu Tanzanije, prostire se na 16.707 km². Susjedne tanzanijske regije su Lindi na sjeveru i Ruvuma na zapadu, na jugu je državna granica s Mozambikom.

## Stanovništvo
Prema podacima iz 2002. godine u regiji živi 1.128.523 stanovnik dok je prosječna gustoća naseljenosti 68 stanovnika na km².

## Podjela
Regija je podjeljena na šest distrikta: Masasi, Nanyumbu, Newala, Tandahimba, Mtwara Urban i Mtwara Rural.